# Sedleci osszárium
A sedleci osszárium római katolikus kápolna és csontház Kutná Hora külvárosában. Az osszárium mintegy 40 000 csontvázat tartalmaz, amelyek művészi elrendezésben díszítik – szinte bebútorozzák – a kápolna belső terét.

## Története
1278-ban a sedleci ciszterci monostor apátját II. Ottokár cseh király a Szentföldre küldte. Visszatérve az apát magával hozott némi földet a Golgotáról, és széthintette az apátság temetőkertjében. Kegyes tettének híre hamarosan elterjedt, és a sírkert sokak által vágyott temetkezési hellyé vált szerte Közép-Európában. 
A 14. század közepi nagy pestisjárvány idején, majd a huszita háborúk korában több ezer embert temettek ide, nem csoda hát, hogy a temető területe hatalmasra duzzadt.

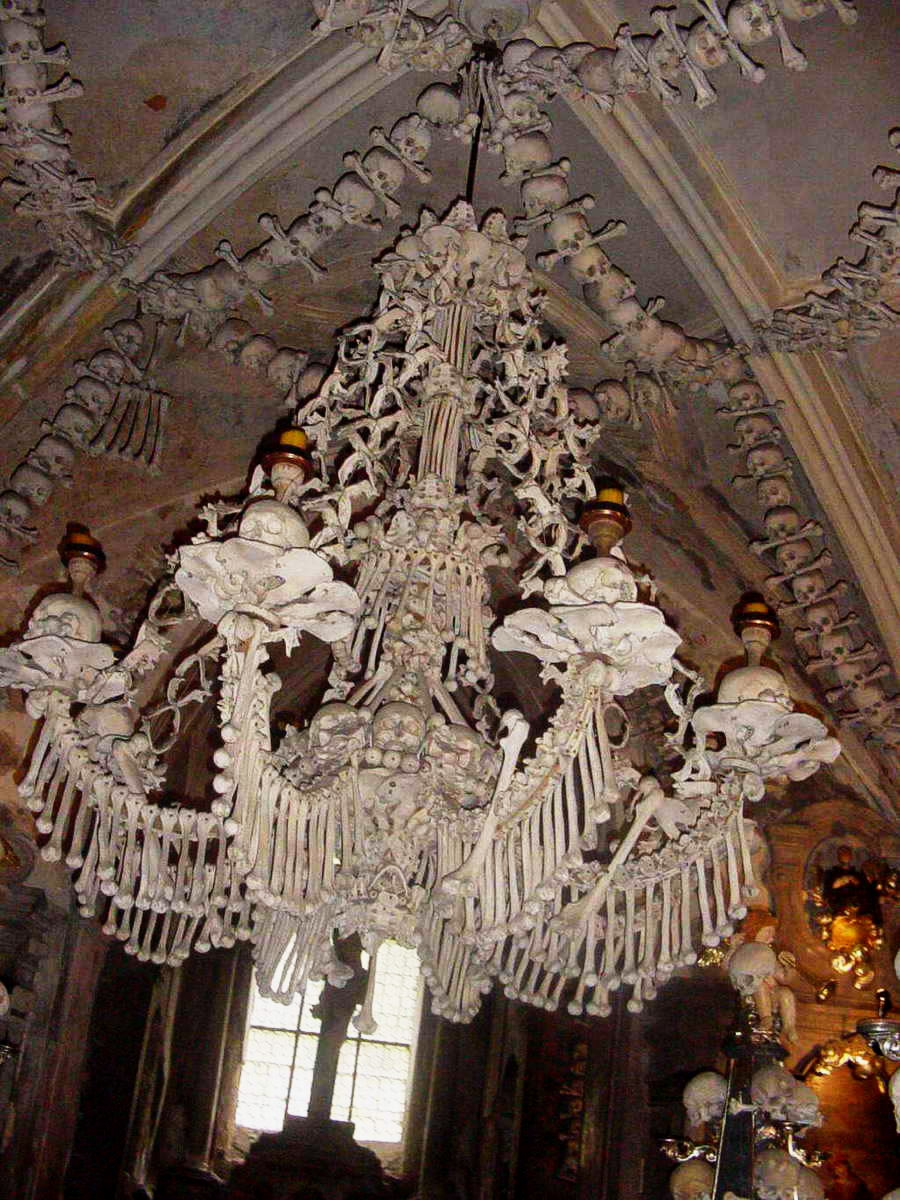
Csillár csontokból és koponyákból

1400 körül boltozatos gótikus kápolna épült a temetőkert középpontjában talán azért, hogy újabb sírhelyek helyett ez az épület szolgáljon az örök nyugalom színteréül, mindenesetre az építkezés idején napvilágra került tömegsírok csonthalmait is e kápolnában helyezték el.
A 18. század elején rekonstrukciós munkálatok folytak a kápolnában Jan Santini Aichel tervei szerint.  1870-ben a Schwarzenberg család megbízta František Rint fafaragót azzal, hogy rendezze a csonthalmokat. Hátborzongató eredmény született. 
Négy hatalmas harang formájú halom foglalja el a kápolna sarkait. Egy, az emberi test valamennyi csontját magába foglaló óriási csontcsillár függ a koponyák füzérével díszített boltozatú templomhajó közepéből. Emberi csontok alkotják a Schwarzenberg család címerét éppúgy, mint Rint mester aláírását a bejárathoz közeli falon.
A sedleci osszárium azzal, hogy berendezési tárgyakként, belső teret díszítő burkolóelemekként mutatja be az emberi csontokat, koponyákat, kétségkívül egyedülálló az osszáriumok sorában.

## További információk

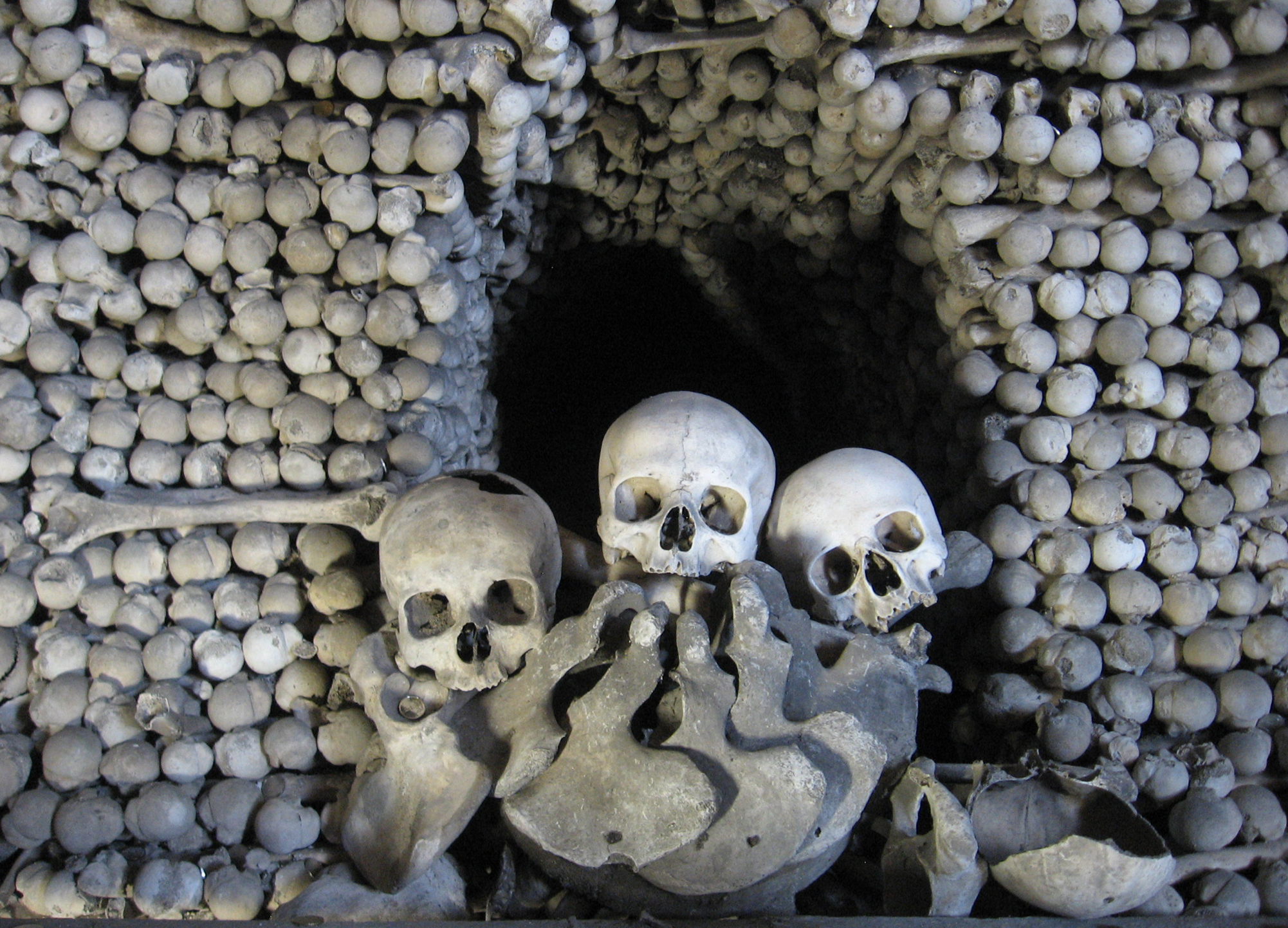
Csontok az osszáriumban